# Joe Alex
Joe Alex – pseudonim Macieja Słomczyńskiego, a zarazem postać literacka, główny bohater kilku powieści kryminalnych wydanych pod tym pseudonimem. Jako bohater książkowy jest  detektywem i pisarzem powieści kryminalnych, który w swoich książkach opisuje własne przygody. Pod tym samym pseudonimem wydał także powieść historyczną „Czarne okręty” – opowieść o losach Trojańczyka uwikłanego przez los w knowania egipskich kapłanów i pałacowe spiski władców Krety, wyruszającego w podróż na daleką północ w poszukiwaniu mitycznej krainy bursztynu.

## Cykl powieści kryminalnych o przygodach Joe Alexa
1. Powiem wam jak zginął
2. Śmierć mówi w moim imieniu
3. Jesteś tylko diabłem
4. Cichym ścigałam go lotem
5. Zmącony spokój Pani Labiryntu
6. Gdzie przykazań brak dziesięciu
7. Piekło jest we mnie
8. Cicha jak ostatnie tchnienie
9. Pod szlachetnym koniem

W powieściach tych Joe Alex pomaga w rozwikływaniu zagadek swojemu przyjacielowi, policjantowi ze Scotland Yardu, Benowi Parkerowi, w czym często towarzyszy mu przyjaciółka, Karolina Beacon, młoda i utalentowana pani archeolog.
Joe Alex był autorem scenariuszy filmowych (Zbrodniarz i panna, Gdzie jest trzeci król, Ostatni kurs), sztuk teatralnych (Panny z Acheronu) oraz widowisk i audycji telewizyjnych. Kryminały Joe Alexa zostały przetłumaczone na 13 języków: białoruski, bułgarski, czeski, litewski, łotewski, niemiecki, rosyjski, rumuński, serbsko-chorwacki, słowacki, słoweński, ukraiński i węgierski.